# لاورنتيوس أندريه
لاورنتيوس أندريه (بالسويدية :Lars Andersson) وباللاتينية :(Laurentius Andreae)، ولد عام 1470 وتوفى في 14 أبريل عام 1552 م. كان لارس اندرسون رجل دين وباحث عرف كواحد من رموز السويد الفكرية الأكثر شهرة خلال النصف الأول من القرن السادس عشر. أشتهر في وقته بوصفه واحدا من أبرز المدافعين الرئيسيين عن الإصلاح البروتستانتى السويدى في الفترة ما بين 1523 - 1531.
جنبا إلى جانب الأخوان أولاس ولاورنتيوس بترى أتم لارس أندرسون الترجمة الكاملة للإنجيل باللغة السويدية، المعروفة بنسخة إنجيل جوستاف فاسا 1541